# Den Kongelige Mønt

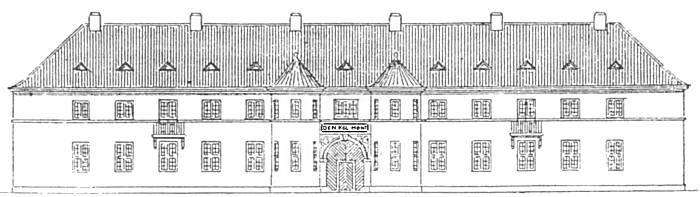

Den Kongelige Mønt was het Deense koninklijke munthuis in Kopenhagen. Het munthuis maakt deel uit van de Deense nationale bank (Danmarks Nationalbank).
Er worden al ongeveer 1000 jaar munten geslagen in Denemarken, aanvankelijk in verschillende steden, sinds Johan van Denemarken in Kopenhagen. Sinds 1739 is het een onafhankelijke instelling met een koninklijk benoemd muntmeester. Bij de Deense koninklijke munt werd tot 2017 de Deense kroon geslagen, en vroeger ook de munten van Deens West-Indië (tot 1917), IJsland (1922-1939) en Groenland (1957-1964). De Deense munt was gevestigd in verschillende opeenvolgende locaties (Sankt Clara Kloster, Borgergade, Gammelholm, Amager, Brøndby, en van 2012 tot 2016 de hoofdkantoren van de Deense nationale bank). Sinds 2017 worden de Deense kronen geslagen door de Finse munt Suomen Rahapaja; sinds 2025 voor 4 jaar bij de Spaanse Fábrica Nacional de Moneda y Timbre.